# Joseph Drummond
Joseph Drummond (7 de abril de 1926 - 13 de enero de 1975) fue un activista canadiense afincado en Saint John, Nuevo Brunswick. Se involucró con la NAACP y el movimiento por los derechos civiles en los Estados Unidos y más tarde en su provincia natal de Nuevo Brunswick.
Drummond fue una figura clave de la NBAACP, la rama de la NAACP de New Brunswick. En 1964, organizó una sentada en una barbería de Saint John para protestar contra los barbero s que se negaban a atender a los negros. También se desempeñó como miembro de la Comisión de Derechos Humanos de Nuevo Brunswick y como vicepresidente de la Coalición Nacional Negra en Canadá. Drummond también fue candidato parlamentario por el Nuevo Partido Democrático durante las elecciones federales de 1972.

## Biografía
Joseph Drummond nació el 7 de abril de 1926 en Saint John, Nuevo Brunswick, hijo de John Drummond y Agnes Stewart. Mientras servía en la Marina Real Canadiense, se interesó en los derechos civiles y se involucró con la Asociación Nacional para el Avance de las Personas de Color (NAACP) mientras estaba en Norfolk, Virginia, en 1941. En 1949, ayudó a liderar una huelga del Sindicato de Marineros Canadienses. En 1957 comenzó a participar en el activismo, poco después lo obligaron a abandonar la Marina. En 1961, Drummond se convirtió en trabajador de campo en la sede de la NAACP en la ciudad de Nueva York y dos años después se convirtió en miembro de la Conferencia de Liderazgo Cristiano del Sur.
Drummond también se involucró con la NAACP y con el activismo por los derechos civiles en su ciudad natal de Saint John. El 12 de mayo de 1964, mientras se desempeñaba como vicepresidente de la New Brunswick Association for the Advancement of Colored People (NBAACP), organizó una sentada con otros dos NBAACP miembros en una barbería en Saint John's Haymarket Square para protestar contra la negativa del propietario a atender a hombres negros. El propietario, Tom Arbing, proclamó que «nunca había cortado el pelo a una persona de color en 55 años». Drummond declaró que la New Brunswick Fair Accommodations Act sólo estaba siendo seguida por algunos de los barberos de la ciudad. Además, habló de las dificultades que enfrentan los negros a la hora de acceder a una vivienda y un empleo adecuados.
Drummond sirvió como vicepresidente de la Coalición Nacional Negra en Canadá y fue miembro de la Comisión de Derechos Humanos de Nuevo Brunswick, a la que renunció en 1971, citando su «frustración al tratar de hacer un trabajo y no poder hacerlo». Drummond también estuvo involucrado en política, postulándose como candidato del Nuevo Partido Democrático para Saint John-Lancaster durante las elecciones federales de 1972, donde perdió ante el candidato conservador progresista Thomas Miller Bell.

## Muerte y legado
El 13 de enero de 1975, Drummond murió en el hospital a la edad de 48 años. Varios años antes de su muerte, en 1966, había sido sometido a una cirugía a corazón abierto en Montreal. En 2021, en el barrio del extremo norte de Saint John se exhibió un mural que contenía dos retratos de Drummond y Lena O'Ree, otra activista de derechos civiles de la ciudad.